# Zdravje LGBTQ
V sferi javnega zdravstva se lezbijke, geji, biseksualci, transseksualci in queer osebe (LGBTQ) soočajo s posebnimi izzivi, zaradi katerih je dostop do zdravstvenega varstva otežen. Po podatkih Ameriškega združenja za gejevsko in lezbično medicino (GLMA) so najpogostejše težave, povezane z zdravjem LGBTQ, HIV/Aids, rak dojke in materničnega vratu, hepatitis, duševno zdravje, motnje zaradi uporabe substanc, uporaba alkohola, uporaba tobaka, depresija, dostop do oskrbe za transspolne osebe, vprašanja v zvezi s priznavanjem zakonske zveze in družine, konverzijska terapija, zakonodaja in zakoni, katerih namen je »opolnomočiti in izobraževali zdravstvene delavce za vključujoč odnos do LGBTQ+ oseb, četudi se z njimi ne strinjajo«.
Osebe LGBTQ se soočajo z omejenim ali preprečenim dostopom do zdravstvene oskrbe na podlagi svoje spolne usmerjenosti in/ali spolne identitete ali izražanja. V mnogih primerih se zdravstveno osebje izogiba nudenja zdravstvene oskrbe, potem, ko spoznajo, da so potencialni pacienti kategorizirani kot LGBTQ+ osebe. Ti pacienti v večini primerov prejemajo slabšo oskrbo zaradi zaznane ali dejanske homofobije, transfobije ali diskriminacije s strani zdravstvenih delavcev in ustanov. Negativne osebne izkušnje ali strah pred diskriminacijo lahko te posameznike odvrnejo od iskanja zdravstvene pomoči.
Po mnenju Odbora za zdravstvena vprašanja, ki se ukvarja z raziskovalnjem lezbijk, gejev, biseksualcev in transspolnih oseb obstaja več težav pri izvajanju zdravstvenih raziskav populacij LGBTQ. Ti izzivi vključujejo kompleksnost opredelitve spolne usmerjenosti in spolne neskladnosti ter nezaupanja posameznikov v stroko, ki proučuje vprašanja o teh temah. Drugi izzivi vključujejo logistične in finančne izzive pri iskanju zadostnega števila ljudi za smiselno analizo, glede na težavo že tako manjšega deleža LGBTQ posameznikov med splošno populacijo.
Lezbijke, geji, biseksualne, transseksualne in druge queer osebe v raziskavah in razpravah pogosto niso obravnavani kot vsaka skupina individualno, ampak so združeni v eno skupino neheteroseksualnih oseb. To lahko postane problematično, ker gre za ločene skupine, ki ne vključujejo vseh neheteroseksualnih ali spolno nekonformnih oseb. V nekaterih študijah so  posamezniki združeni pod oznako »neheteroseksualci«, medtem ko so v raziskavah o HIV udeleženci lahko razvrščeni v kategorije, ki vključujejo različne identitete. Večina raziskav se osredotoča na lezbijke in geje. Manj pozornosti pa je namenjeno biseksualnim, transspolnim, interseksualnim, aseksualnim in drugim queer osebam, kar ima za posledico višjo stopnjo diskriminacije. Te razlike v raziskavah in perspektivah identitet LGBTQ posledično zabrišejo individualnost vsake identitete.
Pregled študij v Severni Ameriki je pokazal, da so LGBTQ posamezniki na splošno poročali o slabši samooceni zdravja. Razlika se je pokazala tudi v večji meri simptomov fizičnega zdravja in višji stopnji določenih zdravstvenih stanj, vključno s sladkorno boleznijo, astmo in visokim krvnim tlakom, v primerjavi s heteroseksualci. Te razlike so bile najbolj izrazite med mladostniki in mladimi odraslimi, manjše razlike pa so bile zaznane med starejšimi skupinami raziskovancev. Ugotovljeno je bilo, da so za te razlike v telesnem zdravju odgovorni dejavniki, kot so zdravstvene navade in izkušnje z diskriminacijo, viktimizacijo in nasiljem med spolnimi manjšinami.